# Estádio do Restelo
Estádio do Restelo – wielofunkcyjny stadion w Lizbonie (w dzielnicy Belém), stolicy Portugalii. Został otwarty 23 września 1956 roku. Może pomieścić 19 980 widzów. Swoje spotkania rozgrywają na nim piłkarze klubu CF Os Belenenses.

## Historia
Zanim wybudowano Estádio do Restelo, piłkarze klubu CF Os Belenenses występowali na (otwartym w 1928 roku) Estádio das Salésias. W 1946 roku Belenenses zdobyło mistrzostwo Portugalii. W tym samym roku działacze klubu zwrócili się do władz miasta o środki na rozbudowę swojego stadionu. W zamian otrzymali jednak odpowiedź, iż w związku z planami urbanizacji ich obiekt wkrótce zostanie zlikwidowany. Miasto obiecało w zamian przyznanie klubowi innego terenu, na którym miał powstać nowy stadion. Jako nową lokalizację wytypowano obszar byłego kamieniołomu. Budowa ruszyła 7 marca 1953 roku. Koszt budowy wyniósł około 35 mld escudo, a inauguracja nowego stadionu miała miejsce 23 września 1956 roku, w 37. rocznicę istnienia klubu. Na otwarcie gospodarze wygrali ze Sportingiem 2:1. Dwa dni po otwarciu zainaugurowano na stadionie sztuczne oświetlenie (choć nie odbyło się to bez problemów technicznych). Z tej okazji odbył się mecz gospodarzy ze Stade de Reims (2:0).
Nowo otwarty stadion miał bieżnię lekkoatletyczną i otaczające ją ze wszystkich stron trybuny, które z wyjątkiem niższego, południowego łuku, były dwupiętrowe. Drugi poziom trybun wzdłuż boiska (po obu stronach) wyposażono w zadaszenie. Pojemność areny wynosiła 44 000 widzów. W późniejszym czasie zadaszono także piętrową trybunę na północnym łuku. Po instalacji plastikowych krzesełek pojemność obiektu spadła do niecałych 20 000 widzów. Krzesełek nie zainstalowano na południowym łuku, który jest wyłączony z użytkowania.
Stadion od początku należał do klubu. W 1961 roku, z powodu problemów finansowych Belenenses, obiekt przejęło miasto. Kilka lat później, dzięki interwencji ówczesnego prezydenta Portugalii, Américo Tomása, stadion ponownie stał się własnością klubu. W styczniu 1970 roku, w wyrazie wdzięczności, obiekt nazwano imieniem Américo Tomása. W maju 1974 roku, po rewolucji goździków, powrócono do starej nazwy.
Oprócz regularnych występów drużyny Belenenses, obiekt okazyjnie gościł również mecze reprezentacji Portugalii. Podczas finałów Euro 2004 stadion pełnił rolę bazy treningowej dla reprezentacji Włoch. 22 maja 2014 roku na stadionie rozegrano finał Ligi Mistrzyń UEFA (Tyresö FF – VfL Wolfsburg 3:4). Na obiekcie organizowane są także koncerty. 10 maja 1991 roku, podczas podróży apostolskiej, na stadionie homilię wygłosił papież Jan Paweł II. Msza zgromadziła wówczas na obiekcie rekordowe 100 000 osób. Rekord frekwencji na meczu piłkarskim zanotowano natomiast 12 października 1975 roku podczas spotkania gospodarzy z Benfiką (4:2); mecz ten obejrzało z trybun około 60 000 widzów.